# 1843 у літературі

## Події
- Початок діяльності так званого київського гуртка — попередника Кирило-Мефодіївського братства, до якого належали П. Куліш, О. Навроцький, О. Маркович, Д. Пильчиков, В. Білозерський, М. Гулак, М. Костомаров та інші.
- Чарлз Дікенс написав «Різдвяну пісню».
- Ганс Крістіан Андерсен видав нову збірку казок, серед яких «Соловей» та «Гидке каченя».
- Опубліковано книгу «Страх і тремтіння» Серена К'єркегора.

## Твори
- Твори Тараса Шевченка:
  - поема Тризна
  - Розрита могила (9 жовтня)

### Літературознавство
- Микола Костомаров — «Об историческом значений русской народной поэзии»

## Видання
- у Харкові вийшла перша частина українського літературно-художнього та історико-наукового альманаху «Молодик»
- вперше опубліковане О. Бостоновим «Остромирове євангеліє»
- польський поет-романтик З. Красінський видав у Парижі свою поему «Світанок»

## Народилися
- 11 серпня — Юліус Палудан, данський письменник й історик літератури.

## Померли
- 20 серпня — Григорій Квітка-Основ'яненко — зачинатель нової української прози.